# アーカイヴ (2020年の映画)
『アーカイヴ』（Archive）は2020年のイギリスのSF映画。ギャヴィン・ロザリーの映画監督デビュー作で、出演はテオ・ジェームズとステイシー・マーティンなど。人格と記憶を保存できる「アーカイヴ」システムを使って、交通事故で亡くなった妻をアンドロイドとして復活させようとする工学者を描いている。
2020年7月10日から米国の一部の劇場限定で上映された他、ネット配信された。
日本では「未体験ゾーンの映画たち2021」で上映された。

## ストーリー
2038年、ジョージ・アルモアは山中のラボで人間と同じ能力を有する人工知能の開発に没頭していた。ジョージは完成まであと少しの状態に漕ぎつけていたが、そのあと少しを作り上げるのに悪戦苦闘していた。と言うのも、ジョージの目的は単に優れた人工知能を開発することにはなく、亡き妻、ジュールスを人工知能という形で復活させることにあったからである。やがて、ジョージはジュールスの復活に成功したが、その再会はジョージが思い描いていたようなものにはならなかった。

## キャスト
※()は日本語吹き替え。
- ジョージ・アルモア: テオ・ジェームズ (佐々木啓夫) - 人工知能の開発者。
- ジュールス・アルモア/J3/J2の声: ステイシー・マーティン (大津愛理) - ジョージの妻。
- シモーヌ: ローナ・ミトラ - ジョージの上司。(織部ゆかり)
- ミスター・タッグ: ピーター・フェルディナンド（英語版）
- メルヴィン: リチャード・グローヴァー - シンクレアの部下。
- エルソン: ハンス・ピーターソン
- 管理システムの電子音声: リア・ウィリアムズ（英語版）
- ヴィンセント・シンクレア: トビー・ジョーンズ - アーカイヴ社の幹部。(魚建)
- その他の日本語吹き替え‐森優子、齋藤響、堀総士郎、ふじたまみ

## 製作
2017年5月14日、テオ・ジェームズの起用が発表された。2018年10月31日、ステイシー・マーティンがキャスト入りした。2020年7月10日、ミラン・レコーズが本作のサウンドトラックを発売した。

## 公開・マーケティング
2019年2月9日、本作の劇中写真が初めて公開された。2020年3月、本作はサウス・バイ・サウスウェストでプレミア上映される予定だったが、新型コロナウイルスの流行が拡大したことを受けて、映画祭自体が延期となった。4月30日、ヴァーティカル・エンターテインメントが本作の全米配給権を獲得したとの報道があった。6月12日、本作のオフィシャル・トレイラーが公開された。

## 評価
本作は批評家から好意的に評価されている。映画批評集積サイトのRotten Tomatoesには32件のレビューがあり、批評家支持率は78%、平均点は10点満点で7点となっている。サイト側による批評家の見解の要約は「『アーカイヴ』は基本的なところをしっかり押さえており、SFファンを人間の本性や愛に関する思考へと誘う。」となっている。また、Metacriticには6件のレビューがあり、加重平均値は67/100となっている。